# (2391) Tomita
(2391) Tomita – planetoida z pasa głównego asteroid okrążająca Słońce w ciągu 3 lat i 298 dni w średniej odległości 2,44 au. Została odkryta 9 stycznia 1957 roku w Landessternwarte Heidelberg-Königstuhl w Heidelbergu przez Karla Reinmutha. Nazwa planetoidy pochodzi od Kōichirō Tomity, japońskiego astronoma. Przed nadaniem nazwy planetoida nosiła oznaczenie tymczasowe (2391) 1957 AA.